# Prywatka (film 1980)
Prywatka (fr. La boum) – francuska komedia romantyczna z 1980 roku w reżyserii Claude’a Pinoteau.

## Obsada
- Claude Brasseur – François Beretton
- Brigitte Fossey – Françoise Beretton
- Sophie Marceau – Vic Beretton
- Denise Grey – Poupette
- Dominique Lavanant – Vanessa
- Bernard Giraudeau – Éric Thompson